# Ciuruleasa, Alba
Ciuruleasa (în maghiară Csurulyása) este satul de reședință al comunei cu același nume din județul Alba, Transilvania, România.

## Așezare
Localitatea Ciuruleasa este situată în sudul Depresiunii Abrud, pe râul Cernița.

## Istoric
Pe Harta Iosefină a Transilvaniei din 1769-1773 (Sectio 136), localitatea apare sub numele de „Csurulasje”. La cca 1 km sud de sat  pe această hartă este marcat amplasamentul unei mănăstiri (“Monasteria“).